# Gruppo di UGC 4054
Il Gruppo di UGC 4054 comprende tre galassie situate nella costellazione dei Gemelli.

## Descrizione
La distanza media tra il centro di massa di questo gruppo e la nostra Via Lattea è di circa 117 milioni di anni luce (35,8 Mpc).

## Membri
Nella tabella sottostante sono riportati i membri del gruppo indicati da Garcia nel suo articolo del 1993.
| Nome     | Classificazione | Tipo            | RA (J2000.0)  | DEC (J2000.0) | Velocità radiale (km/s) | Magnitudine apparente | Distanza (Mpc) | Dimensioni (kal) |
| -------- | --------------- | --------------- | ------------- | ------------- | ----------------------- | --------------------- | -------------- | ---------------- |
| NGC 2480 | SBcd            | Spirale barrata | 07h 57m 10.4s | 23° 46′ 47″   | 2345 ± 1                | 13,8                  | 37,6 ± 2,6     | 58               |
| NGC 2481 | S0/a            | Lenticolare     | 07h 57m 13.7s | 23° 46′ 04″   | 2157 ± 5                | 13,0                  | 34,8 ± 2,5     | 53               |
| UGC 4054 | Sb              | Spirale         | 07h 50m 56.0s | 23° 53′ 45″   | 2125 ± 5                | 13,05                 | 34,3 ± 2,4     | 96               |

Il sito DeepskyLog permette di trovare agevolmente le costellazioni in cui sono situate le galassie; in alternativa si possono utilizzare le coordinate delle galassie per individuarle. Se non altrimenti indicato, le coordinate sono quelle fornite dal sito NASA/IPAC (National Aeronautics and Space Administration / Infrared Processing and Analysis Center).